# Kingdom of Gifts
Kingdom of Gifts è un film d'animazione britannico del 1978 diretto da Ted Kneeland.